# 吉田智大
吉田 智大（よしだ ともひろ、1984年3月25日 - ）は、オフィスキイワード所属のフリーアナウンサー。南日本放送(MBC)の元アナウンサー。

神奈川県出身。東京都立大学応用化学科を卒業後、2006年4月MBCに入社した。
2017年12月南日本放送を退社。

## 人物
- テレビ朝日アスク卒業生。元MBCアナウンサーの清川真衣は同校でも後輩に当たる。
- MBC一の趣味人で気象予報士でもある田辺令吉アナウンサーとは大学の同窓生の関係である。

## 出演番組
- Yes! Morning（FM FUJI、2019年4月 - ）月曜パーソナリティー

## 過去の担当番組
テレビ
- MBCニュース
- ときめきワイド
- mixx
- ズバッと!鹿児島
- どーんと鹿児島(2007年2月)

ラジオ
- モーニングスマイル
- MBC50ニュースもしくはMBCニュース
- サザンモーニング
- ゴルフガイド
- ラジ通(2006年10月 - 2007年3月）
- ana the world（「かごしまラジマガジン」内、：2007年4月 - 10月/火曜担当）
- We are こっつぶぅ～ず(2007年10月 - 2008年3月）
- むっちゃんのきょうも元気にChi・Ka・Raこぶ(2008年7月、猪俣睦彦のピンチヒッター)